# Joan Goula i Soley

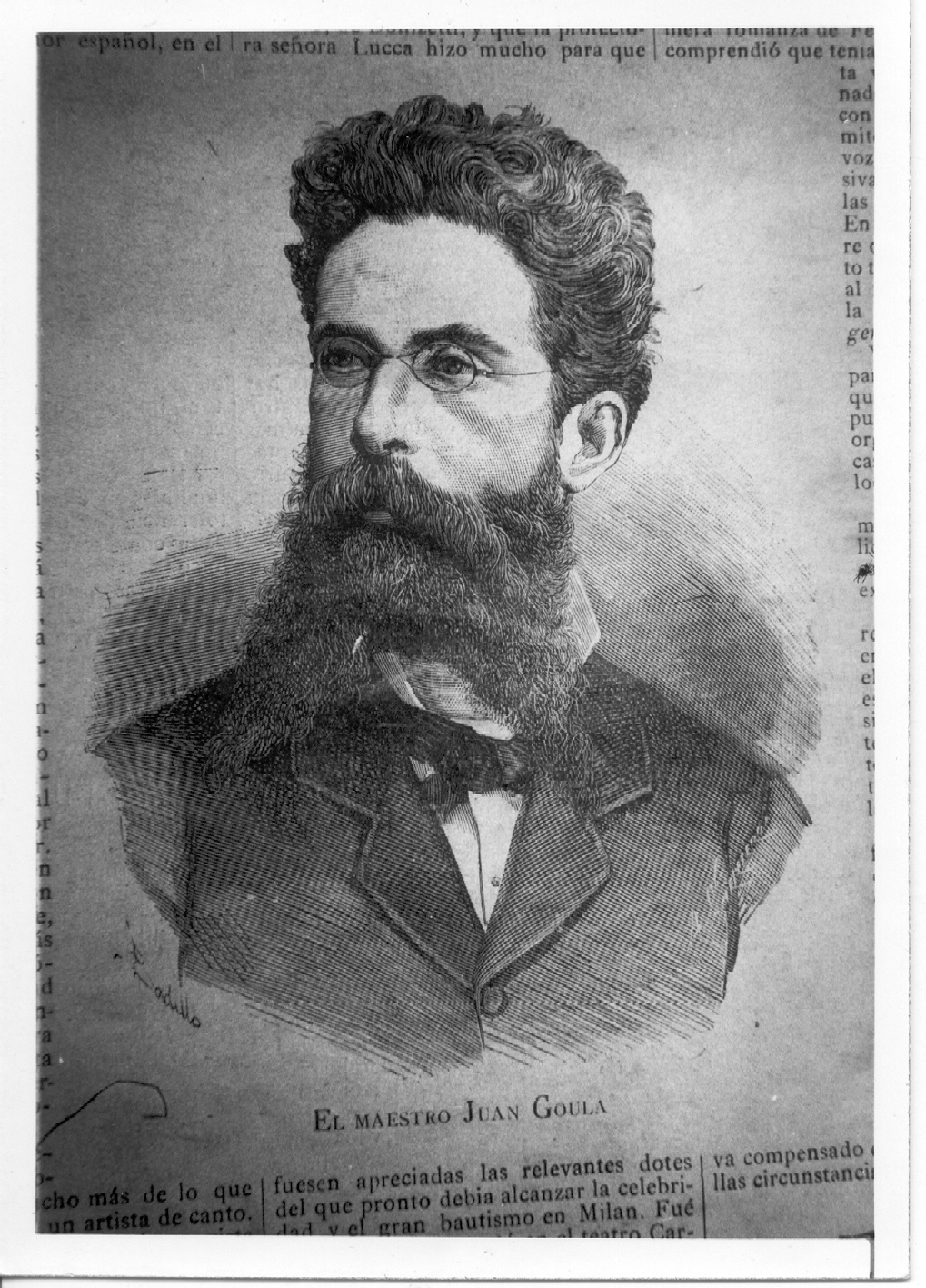
Joan Goula i Soley

Joan Goula i Soley (* 30. März 1843 in Sant Feliu de Guíxols; † 16. Juli 1917 in Buenos Aires) war ein katalanischer Dirigent, Gesangspädagoge und Komponist. Goula engagierte sich intensiv für die Verbreitung von Wagner-Opern in Spanien.

## Leben und Werk
Goula studierte bei Nicolau Manent in Barcelona.
Er hatte zunächst verschiedene Funktionen am Teatre dels Camps Elisis und am Gran Teatre del Liceu in Barcelona inne. Von 1866 bis 1870 wirkte er als Dirigent am Teatre Principal von Palma de Mallorca. Er gründete dort 1867 den Chor Orfeó Republicà Balear mit dem er die Musik von Josep Anselm Clavé bekannt machte. Auf Tourneen erzielte er große Erfolge im gesamten Spanien, in Deutschland und in Russland. 1870 erhielt er das Angebot, ans Kaiserliche Theater in Moskau zu gehen. Für einige Spielzeiten stand er auch als musikalischer Direktor an der Spitze des Sankt Petersburger Opernorchesters. Er dirigierte auch in Baden-Baden und ab 1873 in Hamburg. Seine anschließende Deutschlandtournee führte ihn nach Berlin, Dresden, München, Leipzig und Stuttgart.  Im August 1875 präsentierte er sich  in Barcelona  mit der Erstaufführung von Verdis Requiem ein Jahr nach der Welturaufführung in Mailand. 1882 leitete er die Barceloneser Erstaufführung von Wagners Lohengrin am Teatre Principal. 1883 leitete er dieses Werk auch am Gran Teatre del Liceu. 1887 präsentierte er dort den Tannhäuser. Er leitete auch die Barceloneser Erstaufführungen von Verdis Aida, Roméo et Juliette von Charles Gounod, Lakmé von Léo Delibes, Els Pirineus von Felip Pedrell und Tosca von Giacomo Puccini.
In den ersten Jahren des 20. Jahrhunderts ließ er sich in Argentinien nieder. Er gründete zunächst dort das Conservatorio de Música de Buenos Aires. Er organisierte am Teatro Colón de Buenos Aires die Aufführung einer Reihe spanischer Opern. Dieses Unternehmen wurde für Goula selbst in wirtschaftlicher Hinsicht eine Katastrophe, da er die Verantwortung für die gesamte Organisation dieser Veranstaltungsreihe persönlich trug und das Projekt sich wirtschaftlich nicht rechnete.
Unter Goulas Gesangschülern befanden sich die Sopranistin Andreua Avel·lina Carrera, die Tenöre Francesc Viñas und Josep Palet, der Bass Francesc Mateu und der Bariton Ramon Blanchart.
Goula komponierte selbst verschiedene Bühnenwerke wie die Operette A la voreta del mar (1881, Am Ufer des Meeres) von Damas Calvet de Budallés und El testamento de un brujo (Das Testament einer Hexe) auf einen Text von Josep Feliu i Codina. Weitere Werke von Goula sind der Tanz Clye o el triomf de Venus (1899, Clye oder der Triumph der Venus) und eine dem russischen Zaren Alexander II. gewidmete Kantate. Goula gehörte zu denjenigen katalanischen Dirigenten des 19. Jahrhunderts mit der stärksten internationalen musikalischen Präsenz.